# Augusta Schroeder
Augusta Schroeder (* 28. Juni 1899 in Köln; † 23. September 1979 in Aachen) war eine deutsche praktische Sozialwissenschaftlerin. Sie hatte maßgeblichen Einfluss auf die Reform der Ausbildung der Sozialarbeiter- und Sozialarbeiterinnen Ende der 1950er Jahre in der Bundesrepublik Deutschland.

## Leben und Werk
Augusta Schroeder absolvierte ein Studium der Philosophie und Sozialwissenschaften.
Von 1925 bis 1939 wirkte sie als Referentin des Katholischen Deutschen Frauenbundes (KDFB). Wegen ihrer Gegnerschaft zum Nationalsozialismus musste sie 1939 nach Uruguay auswandern. Dort baute sie Bildungsstätten für Sozialarbeiter und Sozialarbeiterinnen in Montevideo auf. 1957 kehrte sie nach Deutschland zurück. Sie leitete als Nachfolgerin von Maria Offenberg bis 1967 die Soziale Frauenschule des KDFB in Aachen (heute integriert in die Katholische Hochschule Nordrhein-Westfalen); ihre Nachfolgerin dort war Teresa Bock. Seit 1962 leitete sie auch das Frauenseminar für Entwicklungshilfe in Köln. 1969 ging sie zurück nach Uruguay. Sie war dort bis zu ihrem Tode Direktorin des Instituts für Sozialstudien in Montevideo.

## Schriften (Auswahl)
- 1954: Une lettre de Montevideo. In: Service Social Dans le Monde 13 (1), S. 33–47.
- 1959: Junge Fabrikarbeiterinnen. In: Frauenland. Organ des Katholischen Deutschen Frauenbundes 42 (1/2), S. 13–16.
- 1959: Tagung der Katholischen Deutschen Wohlfahrtsschulen in Königswinter v. 2.–4. Januari 1959. In: Service Social Dans le Monde 18 (2 (avril)), S. 83–88.
- 1960: Supervision in der Sozialarbeit. Rückblick auf das internationale Seminar der Internationalen Katholischen Vereinigung für Sozialen Dienst in Rapallo September 1959. In: Soziale Arbeit 9 (2 (Februar)), S. 49–56.
- 1961: Expériences et incertitudes dans le domaine de la formation au Service Social. Experiences and doubts in the field of Social Work training. In: Service Social Dans le Monde 20 (2 (avril)), S. 59–66.
- 1962: L’integration de la théorie dans la pratique. In: Scuola Residenziale Assistenti Sociali (Hg.): La formation pratique et la supervision dans le service social. Travaux du Séminaire de l’Union Catholique Internationale de Service Social Gênes-Rapallo, 13–22 septembre 1959. Rapallo. Genova, S. 53–64.
- 1963: Frauenseminar für Entwicklungshilfe. In: Nachrichtendienst des Deutschen Vereins für Öffentliche und Private Fürsorge (NDV) 43 (12), S. 583–584.